# Harrijärvi (sjö i Enare, Lappland, Finland)
Harrijärvi eller Soavviljävri är en sjö i Finland. Den ligger i kommunen Enare i landskapet Lappland, i den norra delen av landet, 1 000 km norr om huvudstaden Helsingfors. Harrijärvi ligger 210,9 meter över havet. Arean är 30,5 hektar och strandlinjen är 3,18 kilometer lång. Sjön  ingår i Neidenälvens huvudavrinningsområde. 